# 81.º Batallón de Guardias del Ejército Croata
El 81.ª Batallón de Guardias "Padrinos" del Ejército Croata (en croata: 81. gardijska bojna Hrvatske vojske "Kumovi'') fue una formación militar que se creó en Virovitica en el año 1994 cuando la 127.ª Brigada fue desmovilizada.
Desarrolló operaciones en el final de la Guerra de Croacia, luego de la cual fue disuelta.

## Historia

### Creación
La unidad fue creada el 15 de febrero de 1994, cuando aún no se había resuelto la situación de la Región Serbia de Eslavonia Occidental territorio que no respondía a las autoridades de Zagreb. Es el sucesor de la 127ª Brigada del Ejército Croata (HV), el que combatió en Eslavonia Occidental desde el inicio de la guerra y fuer desmovilizado en 1994.
La mayoría de su personal provenía del área de Virovitica complementado con miembros de Pitomača, Slatina, Orahovica, Grubišno Polje, Našice, Daruvar, Pakrac, Bjelovar y otras partes de Croacia. La mayoría había adquirido experiencia en combate en algunas de los siguientes elementos: 50.° Batallón Independiente; 127ª Brigada Virovitica; 136.a Brigada Slatina; 105.a Brigada Bjelovar; 132.a Brigada Našice; unidades de la Guardia Nacional Croata de Grubišno Polje, Pakrac y Daruvar o Unidad Policía Especial.

### Operación Bljesak

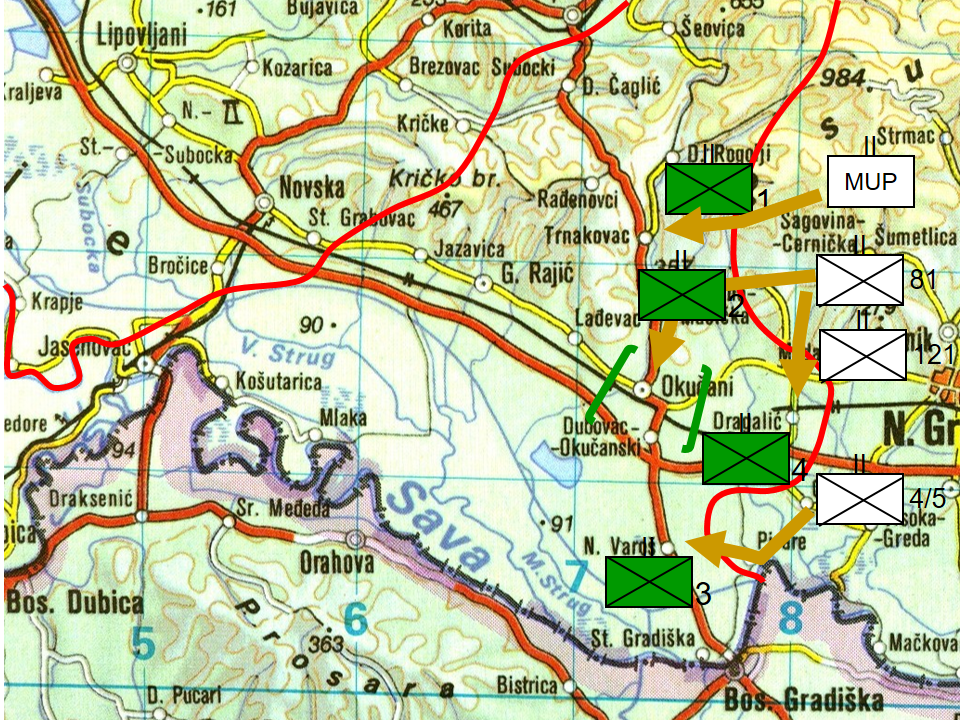
Operación Bljesak. Eje de avance este.

Los preparativos para el ataque sobre la zona de Eslavonia Occidental bajo control serbio comenzaron a fines del otoño de 1994 desplegando parte de las fuerzas en el área de Nova Gradiška. Se realizaron reconocimientos en la profundidad del dispositivo del 18.° Cuerpo del SVK en una zona boscosa, montañosa y escasa de caminos.
La Operación Bljesak para la toma de la zona de Okučani se inició a las 0530 del 1 de mayo de 1995. El 81.ª Batallón avanzó en la dirección de ataque Mašička Sagovina - Cage - Okučani. Al mediodía del 2 de mayo de 1995 se constituyó como las primeras tropas del HV en ingresar a la ciudad de Okučani, capital de la entidad política que se había conformado en la región desde 1991.
El 4 de mayo, a las 14 horas, una compañía del batallón fue helitransportada hacia Bjelajci y, a partir de su arribo, atacó con el 51. Regimiento y la 105. Brigada luego del fuego de preparación de artillería sobre Donja Šumeltica, Kraguj, Japaga, Donji Čaglić y Omanovac. Ese mismo día se rindieron las últimas tropas que se defendían al este de Pakrac.
Cinco miembros del 81.° Batallón murieron en la operación, mientras que 21 resultaron heridos.

### Operaciones luego de Bljesak
El 25 de julio en 1995, comenzó la operación combinada del Ejército Croata y el Consejo Croata de Defensa de Bosnia (HVO) Ljeto 95 que buscaba crear las condiciones previas para la liberación de las partes ocupadas de Croacia por la Operación Tormenta (inicios de agosto). En esa operación militar desarrollada en el interior de Bosnia, el 81.° Batallón sufrió dos muertos.
Entre el 4 y 7 de agosto del mismo año, participó en la Operación Tormenta en el área de Bosanko Grahovo.
Durante la Operación Maestral 2, participó en la liberación de Jajce el 13 de septiembre de 1995 en una acción combinada del HV y el HVO, que había estado por 1.049 días bajo dominio serbio. Ocho miembros del batallón perdieron la vida.

## Operaciones en la que participó
- Operación Bljesak.
- Operación Storm.
- Operación Ljeto 95.
- Operación Maestral 2.

## Bajas
El 81.ª Batallón de Guardias tuvo 21 muertos y 169 heridos durante las guerras yugoslavas. 2102 miembros pasaron por sus filas.

## Honores
En 1998, la Asociación de Padres y Viudas de Combatientes Caídos erigió en Jajce un monumento por muertos de la unidad. Debido a sus méritos en la liberación de la ciudad, el comandante del batallón, Renato Romić fue declarado ciudadano honorario, al igual al igual que el jefe de compañía Josip Djakic.
En abril de 2019, el presidente de la República condecoró al batallón con la Orden del Príncipe Domagoj con un collar por su demostrado coraje y heroísmo. La entrega la hizo al entonces jefe, Renato Romić, el enviado del presidente, general Ante Gotovina.